# چگینی (البرز)
چگینی یک منطقهٔ مسکونی در ایران است که در دهستان احمدآباد واقع شده‌است. براساس سرشماری مرکز آمار ایران در سال ۱۳۹۵، چگینی ۳۹ نفر جمعیت دارد.